# Jonas Hummels
Jonas Hummels (Wiesbaden, 1990. augusztus 20. –) német labdarúgó, jelenleg a Bayern München hátvédje és a német válogatott tagja.

## Család
Édesapja Hermann Hummels és testvére Mats Hummels szintén labdarúgó. Mats jelenleg a Bayern München világbajnok játékosa.